# TTL Beteiligungs- und Grundbesitz-AG
Die TTL Beteiligungs- und Grundbesitz-AG ist eine deutsche Beteiligungsgesellschaft mit Sitz in München. Kerngeschäft des Unternehmens die Beteiligung an Unternehmen aus den Bereichen Projektentwicklung, Erwerb und Veräußerung von Gewerbeimmobilien sowie deren Verwaltung, Vermietung und Verpachtung. Die Aktie der Gesellschaft wird im General Standard gehandelt und ist im CDAX enthalten.

## Geschichte
Das Unternehmen wurde als TTL Information Technology AG am 10. Mai 1999 gegründet. Unternehmenszweck war es für Großkunden Rechnersysteme und Softwarelösungen auf Leasingbasis anzubieten. Das Kürzel TTL stand für Thurn und Taxis Leasing. Am 12. Juli 1999 erfolgte der Börsengang am Neuen Markt der Frankfurter Wertpapierbörse. Nach dem Scheitern des Geschäfts war die Gesellschaft über mehrere Jahre eine leere Börsenhülle. Ende 2016 brachte der spätere Aufsichtsratsvorsitzende Gerhard Schmidt gegen Sacheinlage über eine Holding eine Beteiligung an DIC Asset ein. Im Februar 2018 erfolgte die Umbenennung in TTL Beteiligungs- und Grundbesitz-AG.